# 默爾敦星孔珊瑚
默爾敦星孔珊瑚（学名：Astreopora moretonensis）为軸孔珊瑚科星孔珊瑚下的一个种。